# ヘルマン・トーレス
ヘルマン・トーレス（Germán Torres、男性、1957年5月28日 - ）は、メキシコのプロボクサー。グアナフアト州セラヤ出身。元WBC世界ライトフライ級王者。
日本人女性と結婚し、妻方の姓から大関トーレスを名乗った。長男利幸、二男健文（トーレス・マルティネス・健文）ともにプロボクサーとなった。アルマンド・トーレス（大関一郎）は甥。

## 来歴
1975年8月27日、プロデビュー。
1979年11月24日、初代メキシコライトフライ級王座を獲得。以後、3度防衛した。
1981年8月16日、WBC世界ライトフライ級王者イラリオ・サパタ（ パナマ）に挑戦し、0-3の大差判定負けで王座獲得ならず。
1981年10月31日、メキシコライトフライ級王座4度目の防衛戦でアマド・ウルスア（ メキシコ）と対戦し、判定負けで王座から陥落した。
1982年3月27日、メキシコライトフライ級王座決定戦でフランシスコ・モンティエル（ メキシコ）と対戦し、5回KO勝ちで王座に返り咲いた。
1982年6月7日より活動拠点を日本に移し、協栄ジムと契約、リングネームを協栄トーレスとし、日本人を初めとするアジア人と多く対戦した。
1983年9月10日、韓国で行われたWBCライトフライ級王座決定戦で張正九（ 韓国）と対戦し、10回に2度ダウンを奪われるなどして0-3の判定負けで王座獲得ならず。
1985年4月27日、リングネームを大関トーレスと改め、韓国で王者張正九と再戦し、0-2（114-114、114-115、114-116）の僅差判定負けで王座獲得ならず。
1986年4月13日、韓国で王者張正九と再々戦し、0-3の判定負けで王座獲得ならず。
1988年12月11日、韓国で行われたWBC世界ライトフライ級王座決定戦で姜順中（ 韓国）と対戦し、3-0の判定勝ち。5度目の挑戦にして世界王座を獲得した。
1989年3月19日、韓国で行われた初防衛戦で挑戦者李烈雨（ 韓国）と対戦し、9回TKO負けで王座から陥落した。
1991年6月21日、メキシコで行われた試合を最後に3年のブランクを作った。
1994年6月10日、兵庫県姫路市で地元のホープで姫路木下ボクシングジム創始者子息大場貴志との試合で10回判定負けした試合を最後に引退した。
井岡弘樹のトレーナーとして来日し、グリーンツダジムに所属。その後も、日本のジム（オールボクシングジム、大鵬ジム）でトレーナーとして活動。

## 獲得タイトル
- 第12代WBC世界ライトフライ級王座（防衛0度）